# Pier Ferdinando Casini
Pier Ferdinando Casini (Bologna, 3 dicembre 1955) è un politico italiano.
Formatosi politicamente nella Democrazia Cristiana, aderì inizialmente alla corrente dei dorotei e in seguito divenne uno dei collaboratori più stretti di Arnaldo Forlani; dopo la dissoluzione della DC, nel 1994 fu tra i fondatori del Centro Cristiano Democratico, il gruppo di minoranza che si schierò con la coalizione di centro-destra guidata da Silvio Berlusconi. Designato Presidente della Camera nella XIV legislatura (2001-2006), nel corso del mandato confluì nell'Unione di Centro insieme agli altri membri del suo partito. Ruppe in via definitiva l'alleanza con Berlusconi prima delle elezioni politiche del 2008, tornando in tempi diversi a promuovere l'aggregazione di svariate formazioni centriste e avvicinandosi successivamente anche al centro-sinistra; nel 2017 ha fondato il movimento Centristi per l'Europa.
Essendo stato eletto per la prima volta in Parlamento nel 1983 ed essendo stato confermato nelle successive dieci legislature, al luglio 2023 Casini è stato parlamentare per 40 anni (30 da deputato e 10 da senatore).

## Biografia
Nato il 3 dicembre 1955 a Bologna, primogenito di Tommaso Casini, docente di lettere, dirigente locale e segretario cittadino della Democrazia Cristiana (DC), e di Mirella Vai, bibliotecaria al provveditorato, ha due sorelle e un fratello, Marco Casini che è Segretario generale dell'Autorità di bacino distrettuale dell'Appennino centrale dal 30 settembre 2022. Dopo aver conseguito la maturità classica al liceo "Luigi Galvani" di Bologna, si è laureato nel 1979 in giurisprudenza presso l'Università di Bologna, entrando nel contempo a far parte del direttivo nazionale giovanile della DC.
In prime nozze ha sposato Roberta Lubich, dalla quale ha avuto due figlie, Benedetta e Maria Carolina. Dopo la separazione consensuale dalla Lubich, avvenuta nel 1998, e il successivo divorzio, Casini intraprese una nuova relazione sentimentale con Azzurra Caltagirone, figlia dell'imprenditore ed editore romano Francesco Gaetano Caltagirone, con la quale si sposò nel 2007 con rito civile, separandosene nel 2015. Da questa unione sono nati Caterina (2004) e Francesco (2008). Nel luglio 2016 è stato annunciato il divorzio tra Pier Ferdinando Casini ed Azzurra Caltagirone. Vive a Roma, dove insegna geopolitica del mediterraneo presso l'Università LUMSA.

## Carriera politica

### Gli inizi con la Democrazia Cristiana
In seguito al conseguimento della laurea in giurisprudenza nel 1979 ha iniziato la sua attività politica nella Democrazia Cristiana (DC) come consigliere comunale di Bologna, fino all'elezione alla Camera dei deputati alle elezioni politiche del 1983 nella circoscrizione Bologna-Ferrara-Ravenna-Forlì, tornata elettorale nella quale raccolse 34.409 voti di preferenza. È stato riconfermato nel medesimo collegio quattro anni dopo alle elezioni del 1987 con 52.667 preferenze ed il decennio successivo nelle politiche del 1992 con 50.323, sempre nelle file della DC.
Formatosi politicamente nella corrente dorotea guidata da Antonio Bisaglia, dopo la scomparsa di quest'ultimo nel 1984 divenne uno fra i più stretti collaboratori di Arnaldo Forlani che nel febbraio del 1989, in seguito alla sua elezione a segretario, carica che aveva già ricoperto nel quadriennio 1969-1973, lo inserì nella Direzione Nazionale del partito. Gli anni in cui Casini svolse questo ruolo rientrano nel periodo del cosiddetto "C.A.F.", l'alleanza tra Bettino Craxi, Giulio Andreotti ed Arnaldo Forlani in contrapposizione a Ciriaco De Mita, a sua volta leader della corrente Sinistra di Base e più vicino al PCI/PDS.
Casini fu inoltre nominato nella seconda metà degli anni '80 responsabile dell'ufficio stampa e propaganda del partito; sempre in questi anni, durante la X legislatura è stato anche vicepresidente della prima commissione stragi alla Camera dei deputati, nonché membro delle commissioni Giustizia, Attività produttive e Trasporti.

### Centro Cristiano Democratico e alleanza con Berlusconi

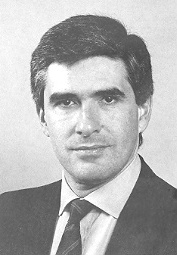
Casini rieletto alla Camera dei deputati nel 1994.

Nel 1993, in una Democrazia Cristiana in crisi di consenso, travolta dalle indagini di Mani pulite e dal processo per mafia a Giulio Andreotti, Casini, insieme a Clemente Mastella, prese posizioni non in linea con la linea politica dell'allora segretario Mino Martinazzoli, propendendo per un'alleanza con la neonata Forza Italia di Silvio Berlusconi, la Lega Nord di Umberto Bossi (che nell'Italia settentrionale erodeva consensi alla DC) e il Movimento Sociale Italiano di Gianfranco Fini, in un quadro politico tendenzialmente bipolarista per effetto della nuova legge elettorale che cambiava il sistema elettorale in senso maggioritario.
Motivato anche dal timore che la DC, alimentata della cosiddetta "sinistra democristiana", arrivasse a stringere alleanze con il Partito Democratico della Sinistra di Achille Occhetto, fuoriuscì dal partito e, mentre Martinazzoli faceva rinascere il Partito Popolare Italiano, insieme a Mastella fondò il 18 gennaio 1994 il Centro Cristiano Democratico, con cui alle elezioni politiche del 1994 fu ricandidato alla Camera nel collegio uninominale di Bologna - Borgo Panigale, sostenuto dal Polo delle Libertà in quota CCD, ma otteneno il 20,22% dei voti e venendo sconfitto dal leader dell'Alleanza dei Progressisti e segretario del PDS Occhetto (59,77%). Venne comunque rieletto nella parte proporzionale della circoscrizione Emilia-Romagna tra le liste di Forza Italia, andando ad appoggiare il primo governo Berlusconi e a porsi all'opposizione del successivo governo tecnico Dini.
Inoltre, fu eletto per la prima volta al Parlamento europeo nel 1994 nella circoscrizione Italia meridionale con 192.663 preferenze e confermato nel 1999 con 66.358 voti, iscrivendosi al gruppo del Partito Popolare Europeo. 
Alle elezioni regionali del 1995 presentò la propria candidatura a consigliere regionale per il Centro Cristiano Democratico sia in Lazio per le province di Roma e Viterbo sia in Piemonte per le province di Asti e Torino, ma non risultò eletto.
Alle elezioni politiche del 1996 presentò il suo partito in una lista al proporzionale insieme ai Cristiani Democratici Uniti di Rocco Buttiglione e fu rieletto nel collegio uninominale di Maglie per il Polo per le Libertà, ottenendo il 53,69% contro il 46,31% del candidato dell'Ulivo Aurelio Antonio Gianfreda. Dopo la sconfitta del Polo delle Libertà, restò all'opposizione dei governi dell'Ulivo, mentre Mastella e parte del partito a partire dal 1998 entrò in alleanza con il centro-sinistra.

#### Presidente della Camera dei deputati
Alle elezioni politiche del 2001 Casini viene ricandidato alla Camera nel collegio uninominale di Pomezia, sostenuto dalla Casa delle Libertà in quota CCD, venendo rieletto con il 54,5% dei voti e superando Angelo Capriotti dell'Ulivo (36,29%). Grazie alla vittoria della sua coalizione, il 31 maggio 2001 viene eletto presidente della Camera dei deputati durante il quarto scrutinio con 343 voti su 597 (il quorum era di 299). Nel suo discorso d'insediamento, Casini si scaglia contro "il male oscuro del trasformismo". Durante la sua presidenza, il giurista Marco Biagi gli scrisse per comunicargli i suoi timori per non avere una scorta adeguata; Biagi verrà ucciso dalle Nuove Brigate Rosse il 19 marzo 2002.

### Guida dell'Unione dei Democratici Cristiani e di Centro

#### Prosecuzione dell'alleanza con la Casa delle Libertà
Nel 2002 il CCD e CDU, insieme con Democrazia Europea, si fusero nell'UDC. Il 14 novembre 2002 Casini, da presidente della Camera, accolse papa Giovanni Paolo II in visita al Parlamento riunito in seduta comune, per la prima volta nella storia d'Italia. L'appuntamento traeva origine dall'invito rivolto dallo stesso Casini e dal presidente del Senato Marcello Pera, che avevano rinnovato a Giovanni Paolo II quello già a suo tempo formulato dai predecessori Violante e Mancino. 

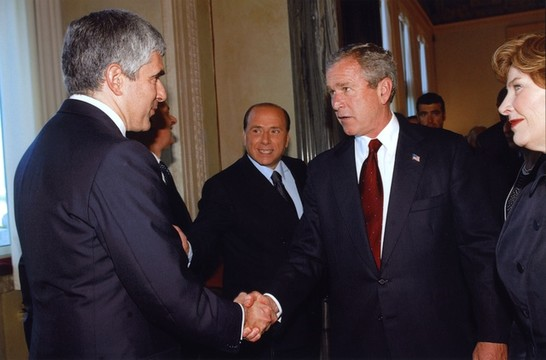
Casini riceve il presidente degli Stati Uniti d'America George W. Bush con il premier Silvio Berlusconi.

Il 19 ottobre 2005, fu eletto presidente dell'Unione Interparlamentare e il 28 gennaio successivo presidente dell'Internazionale Democristiana (IDC) succedendo a José María Aznar.
Nella campagna elettorale per le elezioni politiche del 2006, l'UDC inserì il nome di Casini nel nuovo simbolo del partito. Lo stesso Casini sostenne, insieme a Gianfranco Fini (ma in disaccordo con la Lega Nord), l'ipotesi che il leader della Casa delle Libertà (e candidato in pectore alla Presidenza del Consiglio) potesse essere un politico diverso da Berlusconi qualora gli alleati avessero raggiunto un numero di voti maggiore rispetto a quelli di Forza Italia. Casini fu eletto alla Camera da capolista nella circoscrizione Lombardia 1.
Le incrinature nel rapporto tra l'UDC e la Casa delle Libertà si manifestarono con evidenza il 2 dicembre 2006, quando i partiti del centro-destra all'opposizione al governo Prodi II, organizzarono tuttavia due manifestazioni in città diverse: Berlusconi, Fini e Bossi guidarono il corteo che sfilò a Roma, mentre Casini e gli altri dirigenti dell'UDC (escluso Carlo Giovanardi che partecipò a Roma), sfilarono a Palermo.

#### Crisi del rapporto politico con Berlusconi
Durante il 3º congresso dell'UDC, svoltosi a Roma dal 13 al 15 aprile 2007, Casini e il segretario Lorenzo Cesa chiesero ai delegati di consolidare la linea politica di indipendenza dalla Casa delle Libertà e di intraprendere iniziative autonome nell'opposizione al centro-sinistra; Cesa fu confermato segretario con l'86% dei voti, relegando al 14% la mozione di Giovanardi, che chiedeva una riapertura del dialogo con la CdL e l'avvio di un percorso di alleanza e collaborazione con tutti i soggetti che aderiscono al Partito Popolare Europeo e si richiamano all'area politica di centro. Nelle conclusioni, Casini definì l'UDC il mezzo per la costruzione di un partito dei moderati che abbia come riferimento il PPE, confermando le posizioni del partito sull'azione parlamentare e sulla distinzione rispetto agli altri partiti del centro-destra.
Nell'agosto 2007 un'inchiesta del settimanale L'Espresso riporta di un acquisto, insieme all'ex moglie, di una palazzina in una prestigiosa zona di Roma "a prezzo scontato", intestando gli appartamenti alla stessa ex moglie, all'ex suocera e alle due prime figlie. Il 9 settembre 2007, all'indomani della manifestazione del V-Day organizzata dagli Amici di Beppe Grillo, la definì come «la più grande delle mistificazioni», una manifestazione «di cui dovremmo tutti vergognarci» e accusò i manifestanti – che avevano espresso dissenso nei confronti della legge 30 – di aver attaccato la memoria del giuslavorista Marco Biagi ucciso nel 2002 dalle Nuove Brigate Rosse.

#### Opposizione al governo Berlusconi e appoggio a Monti
In occasione delle elezioni politiche del 2008 Casini ruppe definitivamente con la coalizione di centro-destra e, insieme alla Rosa Bianca di Savino Pezzotta e ai Circoli Liberal, costituì l'Unione di Centro, che ottenne il 5,6% dei voti, facendo eleggere 36 deputati e 3 senatori. Casini, già candidato premier ed eletto nella circoscrizione Liguria, assurse al ruolo di capogruppo alla Camera dell'UDC, lasciando poi l'incarico a Gian Luca Galletti il 26 aprile 2012. Contestando il "finto bipartitismo" e praticando in Parlamento un "opposizione repubblicana", l'UDC non entrò in maggioranza, valutando di volta in volta i singoli provvedimenti. 
Dopo la polemica per la candidatura di Cuffaro, successivamente condannato a 7 anni di reclusione per favoreggiamento aggravato a Cosa nostra e rivelazione di segreto istruttorio, Casini si assunse in diretta televisiva la responsabilità politica per la candidatura. 
Ne 2008 promosse la Costituente di Centro con lo scopo di dar vita a un nuovo soggetto politico di matrice popolare e liberale, alternativo ai due poli. Nonostante l'insistenza con cui Silvio Berlusconi cercava di convincerlo a rientrare nella maggioranza di centro-destra, Casini rimase fermo nell'opposizione al governo, anche a costo di subire la scissione dei Popolari di Italia Domani capeggiata da Francesco Saverio Romano, ritenendo conclusa la stagione politica di Berlusconi. Con la formazione del governo Monti, impegnato in un rigoroso risanamento dei conti pubblici, entrò nella maggioranza.

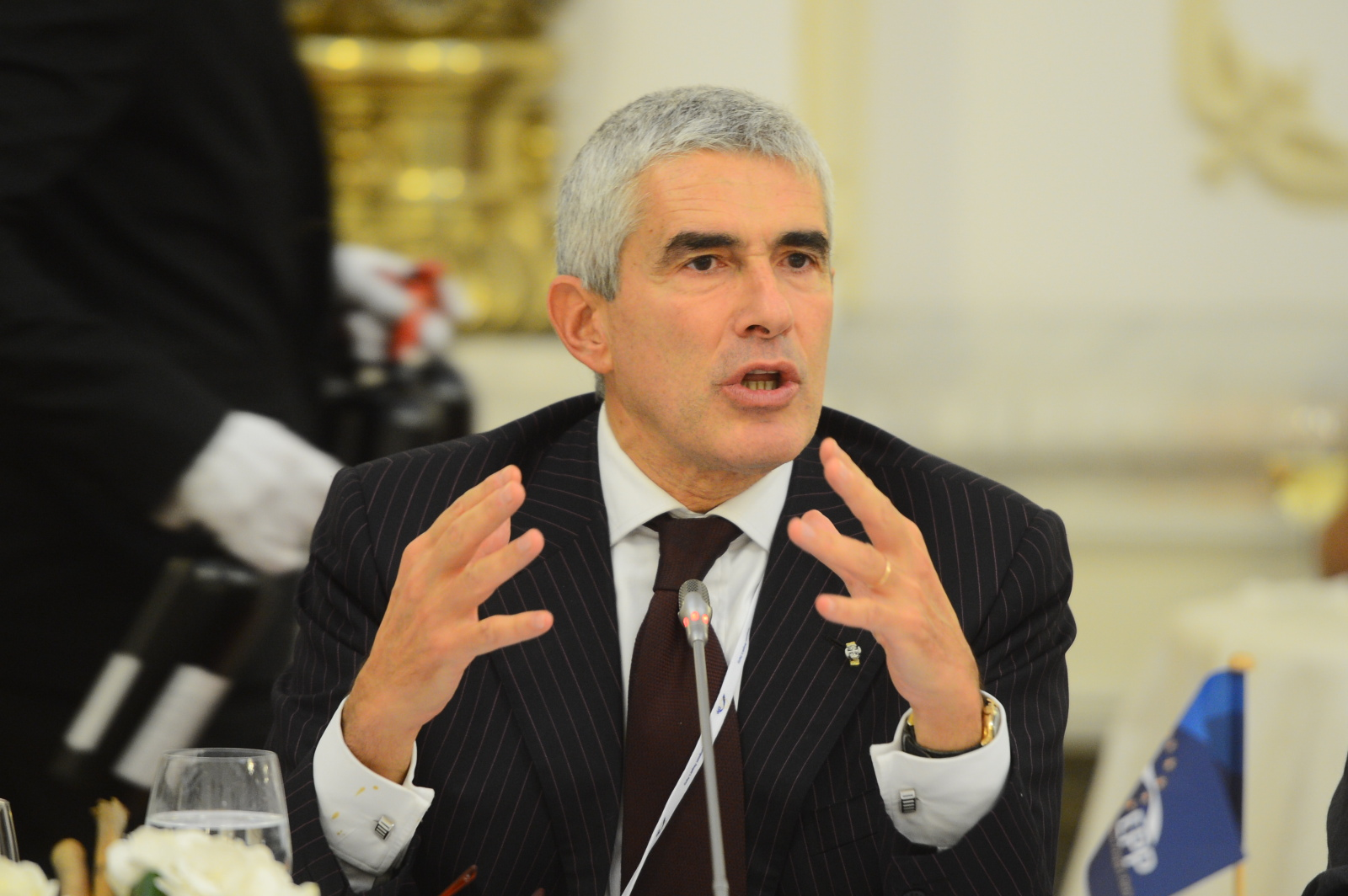
Casini al Congresso del Partito Popolare Europeo il 17 ottobre 2012

Il 30 marzo 2012, con una lettera indirizzata al presidente della Camera Gianfranco Fini, per primo rinunciò ad ogni beneficio connesso allo status di ex presidente della Camera. Il 21 settembre 2012 venne rieletto all'unanimità presidente dell'Internazionale Democratica Cristiana.

#### Elezioni politiche del 2013
Alle elezioni politiche del 2013 Casini colloca l'UdC nella coalizione centrista Con Monti per l'Italia guidata dal Presidente del Consiglio uscente Mario Monti, auspicando, come già detto a settembre 2012, la continuità del governo Monti, dove, dopo 30 anni trascorsi alla Camera, si candida al Senato della Repubblica come capolista nelle circoscrizioni Basilicata e Campania. Alla tornata elettorale Casini venne eletto per la prima volta senatore sia in Basilicata che in Campania, optando per quest'ultima, ma per l'UdC segnò una pesante batosta, vedendosi la rappresentanza parlamentare ridotta a 10 deputati e 3 senatori, andando a costituire gruppi parlamentari unitari con Scelta Civica di Monti sia alla Camera che al Senato. Successivamente Casini, per non condizionare l'analisi del risultato elettorale, non prese parte al Consiglio nazionale del partito convocato all'indomani del voto.

#### Appoggio al governo Letta e presidenza della Commissione Esteri del Senato
Sia Casini che l'UdC appoggiarono il governo di larghe intese guidato da Enrico Letta, e il 7 maggio Casini fu eletto presidente della Commissione Affari esteri, emigrazione del Senato. Fra gli altri provvedimenti adottati dalla commissione sotto la sua presidenza vi è la ratifica della convenzione di Istanbul contro la violenza sulle donne e quella domestica. Nel febbraio del 2014 ha guidato una delegazione di parlamentari come presidente della commissione in visita in India per verificare le condizioni dei due marò italiani trattenuti per la controversia tra Italia e India relativa all'uccisione di due pescatori indiani del Kerala.
A ottobre del 2013 si consumò la rottura dell'alleanza politica tra UdC e Scelta Civica di Monti, alleanza che sin dai primi giorni successivi alle elezioni aveva mostrato incrinature e difficoltà. Anche i gruppi parlamentari si separarono e gli eletti dell'UdC confluirono nel nuovo soggetto denominato Per l'Italia insieme ad alcuni ex montiani, come il ministro della difesa Mario Mauro e Lorenzo Dellai.

#### Appoggio al governo Renzi
A febbraio 2014, pur proseguendo l'appoggio dell'UdC alle larghe intese presieduto da Letta, Casini annunciò l'intenzione di riallacciare l'alleanza politica con il centrodestra, nelle due componenti della rinata Forza Italia, guidata da Silvio Berlusconi e del Nuovo Centrodestra di Angelino Alfano. Secondo Casini, l'entrata in scena del Movimento 5 Stelle, che aveva occupato tutti gli spazi elettorali alternativi, aveva fatto definitivamente tramontare il progetto di dar vita a un polo autonomo di centro. Con la formazione del governo Renzi, Casini votò la fiducia.

### Abbandono dell'UdC e sostegno al governo Gentiloni
Il 1º luglio 2016 Casini annuncia di non aver rinnovato la tessera dell'UdC, cessando quindi di farne parte, dopo la mancata adesione del partito ai comitati per il sì per il referendum costituzionale del dicembre 2016. Il 16 dicembre 2016, insieme a Gianpiero D'Alia, fondò un nuovo soggetto, Centristi per l'Italia, che a differenza dell'UdC restava in Area Popolare a sostegno del governo Gentiloni. L'11 gennaio 2017 Centristi per l'Italia cambia nome in Centristi per l'Europa.
Il 27 settembre 2017, con 21 voti su 40, venne eletto presidente della Commissione parlamentare d'inchiesta sul sistema bancario e finanziario; nel contempo si dimise dalla presidenza della Commissione Esteri.

### Rielezione col centro-sinistra

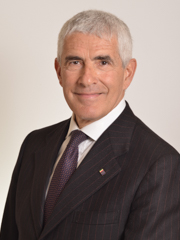
Casini rieletto al Senato della Repubblica nel 2018

Il 29 dicembre Casini partecipò come esponente di Centristi per l'Europa alla fondazione della lista Civica Popolare, alleata del Partito Democratico alle elezioni politiche di marzo 2018. Casini, candidato della coalizione al Senato nel collegio uninominale Emilia-Romagna - 04 (Bologna), vinse il seggio con il 34,16% dei voti, superando Elisabetta Brunelli del centrodestra (27,97%) e Michela Montevecchi del Movimento 5 Stelle (24,39%). Essendo l'unico eletto al Senato del suo partito, si iscrisse al gruppo parlamentare Per le Autonomie. Il 2 agosto 2018 venne eletto all'unanimità Presidente dell'Interparlamentare italiana, organismo bicamerale che aderisce all'Organizzazione mondiale dei Parlamenti (IPU-UIP).
In occasione delle elezioni europee del 2019 Casini dichiarò il sostegno al Partito Democratico, auspicando però la formazione di un nuovo grande partito di centro aperto anche ad esponenti di Forza Italia.
Nel maggio 2019, durante la crisi presidenziale venezuelana, intervenne presso il Tribunale Superiore di Giustizia insieme all'ambasciatore italiano Placido Vigo per negoziare un salvacondotto in favore dei parlamentari dell'Assemblea nazionale venezuelana Mariela Magallanes e Américo de Grazia rifugiatisi presso l'ambasciata italiana a Caracas per sfuggire alle minacce del governo di Nicolás Maduro, che aveva revocato l'immunità parlamentare: nel novembre 2019, i due parlamentari riuscirono a lasciare il Venezuela.
Nell'agosto 2020, in vista del referendum costituzionale sulla riduzione del numero dei parlamentari legato alla riforma "Fraccaro" del Movimento 5 Stelle, annuncia il proprio voto contrario.
Il 19 gennaio 2021 votò la fiducia al governo Conte II e il successivo 17 febbraio fu assente, a causa della sopraggiunta positività al SARS-CoV-2, alla votazione per la fiducia al governo Draghi.

### Elezione del Presidente della Repubblica del 2022
In vista e durante gli scrutini per l'elezione del Presidente della Repubblica Italiana del 2022, il suo nome venne proposto come possibile candidato presidente della maggioranza di governo da un gruppo di partiti centristi del centro-destra (Forza Italia, Unione di Centro, Noi con l'Italia e Coraggio Italia), che avevano dato mandato di rappresentanza ai vertici di maggioranza per scegliere il candidato ad Antonio Tajani, coordinatore di FI. Data la contrarietà della Lega e per evitare una situazione di stallo, durante una conferenza stampa, Casini chiese di non essere candidato, esprimendo il proprio supporto all'ipotesi che si stava profilando di un "Mattarella bis".

### Rielezione con il centro-sinistra
Il 20 luglio 2022, in occasione delle comunicazioni in Senato del Presidente del Consiglio Mario Draghi in seguito al ritiro del sostegno al governo da parte del Movimento 5 Stelle, Casini è il primo firmatario di una mozione, sulla quale il Governo pone la fiducia, con la quale il Senato approva le dichiarazioni di Draghi, invitandolo a rimanere in carica con l'attuale maggioranza. Tale mozione si contrappone a quella presentata dal vicepresidente del Senato Roberto Calderoli (Lega per Salvini Premier), non accettata dal Governo, che impegnerebbe Draghi a formare un nuovo governo senza il M5S. Il rifiuto del centro-destra di governo di votare la mozione presentata da Casini certifica il venir meno della maggioranza di unità nazionale, il che spinge Draghi a reiterare le dimissioni già presentate il 14 luglio precedente e il Presidente della Repubblica a sciogliere anticipatamente il Parlamento.
Alle elezioni politiche anticipate del 2022 viene ricandidato al Senato nel collegio uninominale Emilia-Romagna - 03 (Bologna) con la lista Partito Democratico - Italia Democratica e Progressista della coalizione di centro-sinistra. Viene eletto con il 40,07%, 8 punti in più dell'avversario del centro-destra Vittorio Sgarbi (32,32%) e 30 rispetto al candidato del Movimento 5 Stelle Fabio Selleri (10,86%).
Il 6 dicembre 2022, con voto bipartisan, viene confermato presidente dell’Interparlamentare italiana, organismo bicamerale che aderisce all’organizzazione mondiale dei Parlamenti (UIP) con sede a Ginevra.

## Attività accademiche
Dal 2015 è docente a contratto di "Geopolitica del Mediterraneo" presso l'Università LUMSA di Roma. Nel 2015 è stato docente del ciclo di lezioni "Esperienze di diplomazia parlamentare: le cooperazioni interparlamentari e il ruolo dei Parlamenti nella politica estera" nell’ambito del master in Parlamento e Politiche Pubbliche della LUISS School of Government. Presso la stessa istituzione dal 2017 dirige, insieme a Raffaele De Mucci e Marc Lazar, l'executive master in "Leadership politica".
È membro del comitato consultivo del think tank Torino World Affairs Institute.

## Prese di posizione
- Ha propugnato il ripristino del voto di preferenza, con l'introduzione, anche a livello nazionale, della doppia preferenza di genere e l'attribuzione del premio di maggioranza solo alle liste che ottengano una soglia minima di voti[57].
- Nel 2011 si è dichiarato favorevole al riconoscimento del principio dello ius soli, in base al quale chiunque nasca in Italia ottiene la cittadinanza italiana, e di esserlo dal 2005[58]. Nello stesso anno prende posizione contro l'ipotesi di riduzione della partecipazione italiana alle missioni di pace all'estero.[59]
- Si è sempre opposto all'introduzione del matrimonio omosessuale nell'ordinamento italiano, affermando a luglio 2012, davanti alla direzione nazionale dell’UdC, di ritenerlo "un’idea profondamente incivile, una violenza della natura sulla natura"[60][61], ribadendo di essere contrario alle adozioni da parte di coppie formate da persone dello stesso sesso affermando che andrebbero «contro il naturale diritto del bambino a ricevere l'affetto di un padre e di una madre»[62][63]. Nel 2013, si è nuovamente dichiarato contrario alle adozioni gay, affermando: «È un egoismo che non sta in piedi, una sopraffazione da parte delle coppie omosessuali, che ovviamente non potrebbero garantire un'affettività completa come quella di un padre e di una madre»[64]. ha aggiunto che le adozioni gay sarebbero «una violenza della natura sulla natura. È un'idea della società che abbrutisce, che non progredisce ma regredisce perché vuol dire che è più forte il desiderio di maternità che quello della tutela del bambino, e noi siamo dalla parte del bambino». Si è detto invece disponibile al riconoscimento di alcuni diritti alle coppie omosessuali[65], dichiarandosi anche nel 2016 favore del ddl Cirinnà sulle unioni civili a patto dello stralcio della possibilità, allora prevista dal ddl, di adottare bambini.[66] Una volta esclusa tale possibilità tramite sopraggiunte modifiche al testo, ha conseguentemente votato a favore della fiducia al governo Renzi sul disegno di legge.[67]
- Si è detto favorevole all'introduzione di maggiore flessibilità sul mercato del lavoro e anche a maggiori possibilità di licenziamento per le imprese, purché accompagnate dal riconoscimento di un salario minimo garantito ai lavoratori licenziati[68].
- Il leader centrista auspica la trasformazione dell'Unione europea in Stati Uniti d'Europa, con la creazione di un organismo effettivamente sovrano che si sostituisca ai singoli organi politici nazionali[69].

## Opere
- C'era una volta la politica. Parla l'ultimo democristiano, Piemme, 17 gennaio 2023, ISBN 9788856688610 (presentato a Villa Bertelli[70][71]).[72]